# 214485 Dupouy
214485 Dupouy è un asteroide della fascia principale. Scoperto nel 2005, presenta un'orbita caratterizzata da un semiasse maggiore pari a 3,1429177 UA e da un'eccentricità di 0,1538348, inclinata di 6,22620° rispetto all'eclittica.
L'asteroide è dedicato all'astrofilo francese Philippe Dupouy.